# ویتولاتزیو
ویتولاتزیو (به ایتالیایی: Vitulazio) یک کومونه در ایتالیا است که در استان کسرتا واقع شده‌است.

## خصوصیات
ویتولاتزیو ۲۲٫۷ کیلومترمربع مساحت و ۷٬۱۳۹ نفر جمعیت دارد.

## خواهرخوانده
شهر لکورنو خواهرخواندهٔ ویتولاتزیو هست.